# Kleiner Glasowsee

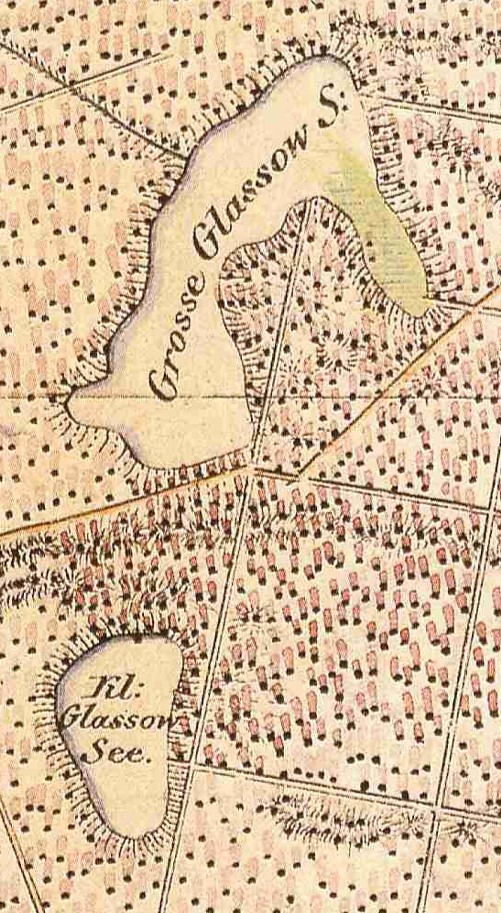
Großer und Kleiner Glasowsee im Ortsteil Schluft, Gem. Schorfheide, Lkr. Barnim, Brandenburg, Ausschnitt aus dem Urmesstischblatt 3047 Groß Schönebeck von 1825

Der Kleine Glasowsee ist ein kleiner, zu- und abflussloser, natürlicher See auf der Gemarkung Schluft der Gemeinde Schorfheide im Landkreis Barnim (Brandenburg).

## Lage
Der Kleine Glasowsee liegt ca. 2,1 km östlich vom Ortskern von Schluft und 4,5 km nordwestlich vom Ortskern von Groß Schönebeck. Der See ist völlig von Wald umgeben und nur schwer erreichbar. Es führen keine Fahrwege zu seinem Ufer, sondern nur Waldwege. Ein Fahrweg führt zwischen Großen und Kleinem Glasowsee hindurch, in etwa 200 Meter Entfernung vom Ufer.

## Hydrographie
Der See ist ein Kesselsee am westlichen Ende eines weichselkaltzeitlichen Dünenfeldes mit Parabeldünen. Er wird als Grundwassersee beschrieben. Er ist im Umriss fast rundlich, Ost-West-Erstreckung und Nord-Süd-Erstreckung sind fast gleich lang. Der Seespiegel liegt auf 51,1 m ü. NHN. Der See hat nach dem Gewässerkataster von 1993 eine Größe von 11,8 ha, nach Eckstein (1908) 11 ha. Die Website Fisch-Hitparade gibt 10,8 ha an, Etwas stärker abweichend nennt Vera Luthardt eine Seegröße von 14 ha und eine Tiefe von 6,5 m. Die maximale Probennahmetiefe bei der Aufnahme des Gewässerkatasters war 8 Meter; Eckstein gibt einen Wert von 3 Metern maximale Tiefe an. Das Gewässerkataster von 1993 gibt den Trophie-Index mit 3,0 an, d. h. der See ist eutroph, und war damals stabil geschichtet. Von 1999 bis 2013 schwankte der Trophie-Index von schwach eutroph bis stark mesotroph. Er wird als relativ kalkarmer, nur gering gepufferter „weicher“
See beschrieben. Die Gesamt-Härte schwankte von 2005 mit 3,6 °dH, über 2008 mit 3,5 °dH und stieg 2013 auf 4,9 °dH.

## Geschichte
Bereits 1451 werden die beiden Glasow urkundlich erwähnt (Sehen .. die glasaw). 1589 heißt es dann: Der Kleine See glaß. Der See wird in der Schmettaukarte als Kl. (Glasow See) vermerkt. Im Urmesstischblatt 3047 Groß Schönebeck von 1825 wird er Kl. Glassow See geschrieben. Der Name leitete sich von einer plb. Grundform *Glasov- zu *glaz = Stein ab.

## Nutzung
Nach Eckstein gab es damals (1908) vor allem Zander, Schleie, Blei und Hecht im See. Der See ist in der Bewirtschaftung des AV Niederbarnim e.V. des Landesanglerverband Brandenburg e.V. Kabus & Wiehle untersuchten 2014 die Fischfauna. Der Flussbarsch war mit fast 50 % die dominante Art; es wurden aber keine großen Exemplare gefangen. Die nächst häufigeren Arten waren Plötze und Rotfeder. Aal, Blei, Hecht, Kaulbarsch, Schleie und Spiegelkarpfen gehörten zu den selteneren Arten, waren jedoch meist als adulte Exemplare vertreten.